# Coelinidea nellae
Coelinidea nellae är en stekelart som beskrevs av Riegel 1982. Coelinidea nellae ingår i släktet Coelinidea och familjen bracksteklar. Inga underarter finns listade i Catalogue of Life.